# Zialony Haj (obwód homelski)
Zialony Haj (biał. Зялёны Гай; ros. Зелёный Гай) – osiedle na Białorusi, w obwodzie homelskim, w rejonie homelskim, w sielsowiecie Azdzielina.